# Carlos Daireaux
Carlos Godofredo Daireaux (Buenos Aires, 21 de diciembre de 1871 - ibidem, 14 de noviembre de 1957) fue un militar y político argentino que llegó al rango de Vicealmirante de la Armada Argentina y se desempeñó como Ministro de Marina de la República Argentina entre 1931 y 1932.
Era hijo del abogado y escritor Emilio H. Daireaux y de Amalia Molina Regueira. Ingresó a la Escuela Naval de Brest (Francia), de donde egresó como guardiamarina en 1890. Inició sus servicios en la Marina francesa, en la Escuadra del Mediterráneo, participando posteriormente en la campaña y desembarco en Dahomey (1891) y más tarde durante el año 1895, tomó parte en la campaña de Madagascar, comandando como alférez de navío, tropas de desembarco y de infantería en acciones terrestres, siendo condecorado por su desempeño por el Ministerio de Marina de Francia. En 1896 solicitó su baja de la Marina francesa y se incorporó a la Armada Argentina, siendo Ministro de Marina el ingeniero Guillermo Villanueva y jefe de Estado Mayor Naval el capitán de Navío, Manuel García Mansilla (también egresado de Brest).

## Incorporación a la Marina Argentina. Misiones en el exterior
Como oficial argentino, continuó su carrera con distintos destinos, integrando la plana mayor del acorazado ARA San Martín que llevó a su bordo al presidente Julio Argentino Roca en su visita a Río de Janeiro e histórica entrevista con el presidente del Brasil, Manuel Ferraz de Campos Sales (1899). Entre los años 1901 y 1903, fue agregado naval argentino, en la embajada argentina en Londres, trasladándose también a Newcastle para inspeccionar la fabricación de municiones destinadas a Argentina.
Desempeñó distintos destinos militares, efectuó tareas hidrográficas y de relevamiento en la costa austral y dictó cursos en la Escuela Superior Naval. En 1910 y 1911 permaneció nuevamente en Inglaterra supervisando la construcción de exploradores torpederos. En 1912 asumió el comando del buque-escuela, fragata ARA Sarmiento en su viaje de instrucción por el océano Pacífico llegando en su periplo a Valparaíso, el Callao, Panamá y Papeete (Tahití). En los años 1916 y 1917 actuó como Jefe de la Comisión Naval en los Estados Unidos y agregado naval, con sede en Washington. A su regreso revistó como comandante del acorazado ARA Rivadavia y luego del ARA Belgrano. Siendo comandante del ARA Rivadavia, en 1918, recibió la misión de dirigirse a Nueva York a fin de transportar a la Argentina oro amonedado por valor de 17 millones de dólares.

## Acceso al Almirantazgo
En 1923, siendo comandante del acorazado ARA San Martín fue ascendido a contraalmirante y en 1924 fue designado Jefe de la Escuadra de Mar y posteriormente Jefe del Estado Mayor General Naval.
El 12 de febrero de 1925 fue nombrado ayudante del presidente de la República de Chile, Arturo Alessandri y ese mismo año se le nombró edecán de S.A.R, el Príncipe de Gales (luego Eduardo VIII), lo que le valió ser distinguido como Knight Commander de la Victoria Order. Fue comandante de la Base Naval de Puerto Belgrano (Puerto Militar de Bahía Blanca) y jefe de Estado Mayor Naval durante el gobierno del doctor Marcelo T. de Alvear (1924). En 1929, con el grado de vicealmirante, pasó a retiro.

## Actuación posterior. Ministerio de Marina
En 1930 el gobierno provisional del teniente general José Félix Uriburu lo designó interventor en la Provincia de Jujuy y en 1931, culminó su carrera como Ministro de Marina. Fue presidente del Centro Naval y de la Liga Naval Argentina (1937-1939). Por su trayectoria recibió la Orden Oficial al Mérito (Chile) y la de Caballero Gran Oficial de la Legion d'Honneur de Francia, además de la ya citada Victoria Order. En 1906 contrajo matrimonio con Francisca Ocampo, con la cual tuvo cinco hijos. Administró el establecimiento rural "Las Diez Lagunas" que heredara de su padre Emilio Daireaux.